# Apeadero La Cumbre
La Cumbre es un apeadero ferroviario ubicado en La Plata, actualmente su andén desapareció pero la estación se mantiene en carácter de apeadero con un mural y el una maceta de cemento con flores su nomenclador, ubicada en la ciudad de La Plata, provincia de Buenos Aires, Argentina. La parada se encuentra ubicada en las calles 31 y 32, o sea, en el vértice noroeste del cuadrado platense.

## Servicios
Pertenecía al Ferrocarril Provincial de Buenos Aires como parada intermedia en el ramal entre Avellaneda y La Plata. No opera trenes de pasajeros desde 1977.
Aunque el ferrocarril no se encuentre circulando, el espacio es mantenido por la ONG "Amigos del Ferrocarril Provincial" donde desempeñan distintas tareas de mantenimiento del ramal y de la estructura existente en el predio ferroviario. Sus tareas consisten en reposición de vías, pintura en nomencladores y estructuras, circulación de zorras y despeje de rieles para mantener todo óptimo para una futura reactivación del ramal en caso de que se provean proyectos de recuperación.